# Johannes Clemens
Johannes Max Clemens, auch Hans Clemens, Dienstname Hoffmann, (* 9. Februar 1902 in Dresden; † 9. September 1976 in Bad Kissingen) war während der NS-Zeit Angehöriger des Sicherheitsdienstes der SS (SD), nach der Niederlage Deutschlands im Zweiten Weltkrieg Mitarbeiter der Organisation Gehlen (OG) und des Bundesnachrichtendienstes (BND). Gleichzeitig arbeitete er als Mitarbeiter im sowjetischen Nachrichtendienst (ND), dem späteren KGB und verriet seinen westdeutschen Arbeitgeber.

## Schule und NS-Karriere
Vor und im Ersten Weltkrieg hatte Clemens noch den Plan, die Laufbahn eines Militärmusikers einzuschlagen. Aber mit der militärischen Niederlage des Deutschen Reiches im Jahre 1918 endete auch dieser Wunsch. Da Clemens aus einer Musikerfamilie stammte und sein Vater Franz Max Clemens die Tätigkeit eines Musikdirektors in Dresden ausübte, wollte er Klavier studieren. Deshalb begann er 1917 eine Ausbildung an der Hochschule für Musik in Dresden.
In den Jahren von 1920 bis 1933 betätigte er sich als Klavierspieler und Geiger in verschiedenen Kapellen. Schon Anfang der dreißiger Jahre orientierte er sich politisch bei den Nationalsozialisten und trat zum 1. Juni 1931 der NSDAP bei (Mitgliedsnummer 550.429). Zum selben Datum schloss er sich der SS an (im Lebenslauf gab er den Beitritt im August 1932 an) und betätigte sich nebenberuflich im Nachrichtendienst der NSDAP im Gau Dresden. Als Mitglied der SA war er an der Aufstellung eines Motorsturms beteiligt, der am 1. August 1931 gegründet wurde.

### Der Schläger
Clemens wurde erstmals in Dresden stadtbekannt, weil er in den Saalschlachten gegen Sozialdemokraten und Kommunisten besonders brutal und rücksichtslos vorging. Man nannte ihn den „Schrecken von Pieschen“, da er im Stadtteil Pieschen wohnte. Am 2. März 1933 war er an einer Schlägerei im Landtag Sachsen beteiligt, wobei er Abgeordnete der Kommunisten verprügelte.

### Eintritt in den SD
Im Jahre 1933 wurde er nach der NS-Machtübernahme als SS-Scharführer (SS-Nummer 134.512) Angehöriger des SD, dem Nachrichtendienst der NSDAP (in seinem Lebenslauf gab er für die Mitarbeit im SD das Jahr 1934 an). In den Jahren 1936 bis 1937 leitete er als SS-Untersturmführer die SD-Hauptaußenstelle Dresden, wobei ihm der Rechtsanwalt Erwin Tiebel als Leiter der SD-Außenstelle Radeberg unterstellt war. Heinz Felfe kannte er aus jener Zeit, als dieser während seiner Ausbildungszeit zum SD-Leitabschnitt Dresden abkommandiert wurde.
In der Sudetenkrise von 1938 führte Clemens eine Gruppe von Provokateuren an, die für die Besetzung des Sudetenlandes einige Vorbereitungen treffen sollte. In einem Personalbericht vom 2. März 1939 wurde Clemens vom SD-Führer des Oberabschnitts Elbe bei der Charakteristik „Rassisches Gesamtbild“ als „ausgeglichen“ und mit „dinarischer Einschlag“ beurteilt. Als besondere Fähigkeit wurde ihm die Beherrschung der SS-Dienstvorschriften bescheinigt. Clemens beteiligte sich in Dresden an Verfolgungen jüdischer Bürger, zu denen auch Victor Klemperer gehörte.
Gegen Clemens wurde 1941 eine Untersuchung durch das SS- und Polizeigericht V mit Sitz in Dresden vorgenommen. Ihm wurde eine Aussageerpressung vorgeworfen. Das Verfahren wurde aber am 20. März 1941 eingestellt.
Mit dem Leiter der Abteilung II/N der Staatspolizeileitstelle Dresden, Arno Weser (1898–1969), führte Clemens bei Klemperer in dessen Wohnung am 11. Juni 1942 eine Razzia durch, bei der Clemens Klemperer mehrfach das Buch von Alfred Rosenberg, Der Mythus des 20. Jahrhunderts auf den Kopf schlug und ihn mit „Judenschwein“ beschimpfte. Clemens und Weser führten anschließend bei Klemperer mehrere Wochen lang weitere überfallartige Hausdurchsuchungen durch. Sie wurden als das Duo „der Boxer (Clemens) und der Spucker (Weser) “ gefürchtet.

### Reichssicherheitshauptamt und Massaker in Rom
Im Januar 1941 wurde Clemens zum SS-Hauptsturmführer befördert und ein Jahr später in das Reichssicherheitshauptamt (RSHA) im Amt VI in die Abteilung Referat B 3, zuständig für die Schweiz, versetzt. Felfe kam im August 1943 in das gleiche Referat, wo er Clemens und Tiebel antraf. Clemens hatte Tiebel im Herbst 1943 von Dresden ins RSHA nachgeholt, wo er als SS-Oberscharführer seinen Dienst antrat. Clemens wechselte dann in das Referat B 1, das für Italien zuständig war.
Gegen Ende 1943 wurde Clemens zum Befehlshaber des SD in Rom abkommandiert, wo SS-Obersturmbannführer Herbert Kappler die Dienststelle leitete. Beim Attentat in der Via Rasella vom 23. März 1944 auf die 11. Kompanie eines Polizeiregiments aus Bozen wurden 33 deutsche Soldaten und 2 Passanten sofort getötet. Clemens und der SS-Sturmbannführer Borante Domizlaff wurden mit der Durchsuchung der Häuser im Bereich der Via Rasella beauftragt.
Tags darauf beteiligte sich Clemens unter dem Kommando von Kappler am Massaker in den Ardeatinischen Höhlen (ital. Fosse Ardeatine), bei dem als Repressalie für das Attentat in der Via Rasella 335 Geiseln erschossen wurden. Clemens bildete gemeinsam mit anderen höheren SS-Offizieren, darunter Kappler, Karl Hass, Carl-Theodor Schütz und Erich Priebke, die ersten Exekutionskommandos, welche die ersten zwölf Opfer eigenhändig erschossen. Vom 3. Mai bis 20. Juli 1948 wurde Clemens mit Kappler, Borante Domizlaff, SS-Hauptscharführer Johannes Quapp, SS-Oberscharführer Kurt Schütze und SS-Scharführer Karl Wiedner vor dem Militärtribunal Rom angeklagt. Clemens berief sich auf den Befehl zur Exekution und wurde im Juli 1948 freigesprochen.
Im Juni 1944 war Clemens als Leiter des Nachrichtendienstes zur Grenzbefehlsstelle nach Como versetzt worden. Den Spitznamen „Tiger von Como“ soll Clemens von den dort stationierten SD-Angehörigen in einer „Weinlaune“ erhalten haben. Von einer kanadischen Einheit wurde Clemens am 28. April 1945 in Como gefangen genommen und 1946/1947 an die Italiener ausgeliefert. Während seiner Haft korrespondierte Clemens mit Erwin Tiebel und Heinz Felfe. Im September 1949 kehrte er nach Deutschland zurück.

## Heimkehr und Agententätigkeit
Seine Heimfahrt führte ihn direkt nach Rhöndorf, wo Felfe wohnte. Dieser berichtete in seinen Lebenserinnerungen, dass er mehrmals Konrad Adenauer dort traf, weil sie den gleichen Fußweg hatten. Clemens engagierte eine Gruppe von Sängern in einer Gaststätte und zog mit diesen an Adenauers Haus vorbei zur Wohnung von Felfe, um ihm ein Ständchen zu geben. Felfe war dort bei seiner Schwester eingezogen.
Danach fuhr er nach Lendringsen (Bergh nennt den Ort „Lendringhausen“) im Sauerland weiter, wo Tiebel als Geschäftsführer in einem Bauunternehmen arbeitete. Tiebel hatte Clemens angeboten, bei ihm zu wohnen.
James H. Critchfield behauptete in seinen Erinnerungen zur OG, dass Clemens nach seiner Entlassung aus alliierter Haft für den britischen Nachrichtendienst im Gebiet des Rheinlandes und im Ruhrgebiet tätig war und diesen Dienst im Frühjahr 1950 bei den Briten kündigte. Critchfield gibt allerdings keine Quelle dafür an. Im Jahre 1953 soll Clemens dann wiederum Kontakte zum britischen Nachrichtendienst aufgenommen haben. Der Zweck dieses Kontaktes sollte darin bestehen, dass er eine Person als Doppelagent für den KGB in Karlsruhe anbot, womit wohl Felfe gemeint war. Dieses Angebot wurde allerdings von den Briten nicht angenommen. Auch haben sie nicht die OG auf dieses Angebot hingewiesen, obwohl sie Verbindungen zu diesem Zeitpunkt zur OG besaßen. In späteren Jahren soll allerdings ein britischer Offizier einen Vertreter der CIA auf dieses Vorhaben hingewiesen haben.
Die Ehefrau von Clemens, die in Dresden wohnte und dort Kontakt zu einem Offizier des späteren KGB unterhielt, hatte an die Adresse Tiebels mehrere Briefe geschrieben, die Tiebel Clemens übergab. Darin wurde Clemens zu einer Aussprache aufgefordert, zu der er nach Dresden kommen sollte. Clemens war schon während seiner Haft in Italien die Information zugegangen, dass seine Frau Gerda Beziehungen zu sowjetischen Offizieren hatte. Über diese Angelegenheit beriet er sich mit Felfe, den er im Oktober und Dezember 1949 für mehrere Tage besuchte. Gegen Ende Januar 1950 kam Clemens’ Frau aus Dresden zu Besuch und lud ihn nach Dresden ein, wo ihn ein russischer Freund treffen wollte.
Ende Februar/Anfang März 1950 traf Clemens seine Frau in Walkenried im Harz, wo sie die Innerdeutsche Grenze zur DDR überquerten und den sowjetischen Kontaktoffizier „Max“ trafen. In Dresden verpflichtete sich Clemens während seines einwöchigen Aufenthalt durch eine schriftliche Erklärung, für den späteren KGB in der BRD zu arbeiten. Dabei erhielt er u. a. den Auftrag, in der OG tätig zu werden und über ehemalige SS- und SD-Angehörige Informationen zu liefern. Nach der Rückkehr berichtete er Felfe und Tiebel über das Angebot, auch einmal mit „Max“ Kontakt aufzunehmen. Mit Unterstützung von Felfe verlegte Clemens seinen Wohnsitz nach Bonn, von wo er Berichte aus dem Bundeshaus und dem Umfeld des Parlaments anfertigte. Auch Berichte von Felfe lieferte Clemens von Juli 1950 an über seine Frau an den KGB, die ihn mehrfach besuchte.

### Organisation Gehlen
Während einer Bahnfahrt auf der Strecke Bonn-Düsseldorf traf er einen Bekannten von der SS, der ihm berichtete, dass Wilhelm Krichbaum die zur OG-Generalvertretung L gehörende Bezirksvertretung für Bayern „BV Süd“ in Bad Reichenhall leitete. Clemens suchte Krichbaum auf, der ihm sofort eine Tätigkeit in der OG anbot. Am 15. Juni 1951 wurde Clemens Angehöriger der OG und diente Krichbaum zunächst als Kurier in der Funktion eines Registrators. Krichbaum erteilte ihm auch den Auftrag, ehemalige SD-Leute anzuwerben. In den nächsten Monaten vermittelte Clemens den Kontakt Krichbaums zu Felfe, den er persönlich aus der Zeit im RSHA kannte. Als Felfe am 15. November 1951 in die OG aufgenommen wurde, feierten sie in München im „Königshof“ dieses Ereignis.

### Bundesnachrichtendienst
Bis Mitte Juli 1952 blieb Clemens bei der BV Bayern tätig, um dann in Düsseldorf beim Aufbau der BV „Rhein-Ruhr“ eingesetzt zu werden. Nach Stuttgart ging er im Herbst 1953 als Filialleiter der Untervertretung (UV) Württemberg und Vertrauensmann-Führer (VMF) für die OG. Im April 1956 erfolgte die Übernahme in den BND. Ab dem 1. Juli 1956 wurde er in Köln als örtlicher Filialleiter des BND eingesetzt. Hier arbeitete er im Rahmen der „Operation Index“, die sowohl vom BND wie vom Bundesamt für Verfassungsschutz durchgeführt wurde. Dabei sollten Angehörige der Sowjetbotschaft und sowjetischen Handelsorganisation beobachtet werden, um deren vermutete Sabotage-, Spionage- und Infiltrationstätigkeiten aufzuklären und entsprechende Abwehraktionen einzuleiten. Diese Tätigkeit übte Clemens bis zum März 1958 aus, um dann in Köln bei einem Observationskommando als Oberservant und Fahrer eines speziell dazu ausgerüsteten Fahrzeugs zu arbeiten.
Clemens war als Angestellter in der Tarifgruppe Vb der TAO (Tarifordnung der Angestellten des öffentlichen Dienstes) im BND eingestellt, wobei er 1961 eine Bruttovergütung von 1.060 DM einschließlich der Aufwandsentschädigung erhielt. Von seinen sowjetischen Auftraggebern hatte er die Auflage, sich alle sechs bis acht Wochen mit ihnen zu treffen. Dabei tarnten sie ihre Reisen im Rahmen der dienstlichen Aufträge. Die Treffen fanden bis 1958 in Ostberlin, danach in Westberlin statt. Andere Orte der Treffen waren Brüssel, Linz, Salzburg und Wien. Dabei übergaben sie Mikrofilme der von ihnen fotografierten Dokumente und von ihnen besprochene Tonspulen. Weiterhin wurden weitere Aufträge entgegengenommen. Insgesamt nahm Clemens bis zu seiner Verhaftung etwa 40 Treffen wahr. Ab 1957 hatte Clemens auch die Aufgabe, am Sonnabend und Montag sogenannte A 3-Funksprüche abzuhören und nach der Entschlüsselung an Felfe weiterzugeben. Auch sandte er an Deckadressen Briefe in Latenzschrift oder Nachrichten als Mikrate.
Clemens erhielt vom sowjetischen Nachrichtendienst anfangs 800 DM pro Monat, die nächsten zwei Jahre 1.000 pro Monat. Es folgten mehrere Jahre mit 1.500 DM pro Monat. Die Zahlungen betrugen ab Januar 1960 2.000 pro Monat. Als er im Jahre 1960 zehn Jahre lang für den KGB gearbeitet hatte, erhielt er eine Anerkennungsurkunde vom Chef des KGB, Alexander Nikolajewitsch Schelepin und eine Prämie von 2.000 DM. Clemens erhielt nach Abzug der Aufwandskosten mindestens 140.000 DM vom KGB, wie er vor Gericht angab. Diese Summe wurde im Rahmen seiner Verurteilung bei ihm eingezogen.

## Ermittlungen in der DDR
Bei einem Besuch seiner Frau in Dresden 1951 wurde Clemens erkannt und bei der Kriminalpolizei angezeigt. Die Abteilung C 10 der Dresdner Kriminalpolizei setzte ihn deshalb auf die Fahndungsliste. Die Abteilung II/4 (Bereich Spionageabwehr) in der Bezirksverwaltung (BV) Gera der Staatssicherheit der DDR nahm seit 1954 Ermittlungen gegen Clemens auf, weil er verdächtigt wurde, Spionage zu betreiben. Er habe Kontakte zu ehemaligen Mitarbeitern des SD aufgenommen. Als Maßnahme gegen Clemens wurde im Mai 1955 der Operativvorgang unter dem Decknamen „Elbe“ angelegt, um seine Tätigkeit und seine Agentenorganisation aufzuklären. Von dieser Maßnahme wurde das KGB unterrichtet, der sich im Juli 1955 in den Vorgang einschaltete. Infolgedessen wurde im Mai 1956 die operative Bearbeitung gegen Clemens beendet.

## Verhaftung und Prozess
Im Dezember 1960 wechselte der polnische Oberstleutnant Michał Goleniewski zum US-Nachrichtendienst über und berichtet über sowjetische Agenten im BND. Aus den Angaben gingen Informationen über Ereignisse hervor, so dass Felfe in Verdacht geriet. Unter der Leitung von Walrab von Buttlar wurde eine Gruppe zur Überwachung Felfes aufgestellt. Am Freitag, dem 3. November 1961, fiel ein Schreiben von Clemens an Felfe der Gruppe in die Hände, welches Material zur Verschlüsselung beinhaltete. Damit wurden Felfe und Clemens überführt, so dass am Montag, dem 6. November 1961, die Verhaftung von Felfe und Clemens erfolgte. Aufgrund seiner Diabetes-Erkrankung erhielt Clemens im Frühjahr 1963 Haftverschonung und trat für mehrere Wochen eine Kur in Bad Oeynhausen an, wo er von den BND-Mitarbeitern Hans-Henning Crome und Karl-Eberhard Henke besucht wurde.
Der Prozess gegen Felfe, Clemens und Tiebel begann am 8. Juli 1963 vor dem 3. Strafsenat des Bundesgerichtshofes in Karlsruhe und wurde am 9., 10., 11., 12., 15., 16., 18. und 19. Juli fortgesetzt. Den Vorsitz führte Bundesrichter Kurt Weber. Beisitzende Bundesrichter waren Hans Faller, Hermann Hengsberger, Albert Schumacher und Heinz Wiefels.
Clemens berichtete bereitwillig über seine Vergangenheit und seine Agententätigkeiten in Deutschland. Ihm wurde die Untersuchungshaft voll angerechnet. Im Urteil vom 23. Juli 1963 wurde er zu zehn Jahren Zuchthaus verurteilt. Im Jahre 1968 wurde er aus gesundheitlichen Gründen aus der Haft entlassen.
In einer Kabinettssitzung vom 10. Juli 1963 unterrichtete Staatssekretär Hans Globke Mitglieder des Bundeskabinetts über den Spionageprozess gegen Heinz Felfe, Johannes Clemens und Erwin Tiebel.